# Лецовка
Лецовка (укр. Лецівка, пол. Lecówka, Lecówce, в ранних документах Lecoicem) — горное село в Дубовской сельской общине Калушского района Ивано-Франковской области Украины.
Рядом с селом протекает одноимённая река — Лецовка
Население по переписи 2001 года составляло 414 человек. Занимает площадь 1,13 км². Почтовый индекс — 77644. Телефонный код — 03474.

## История

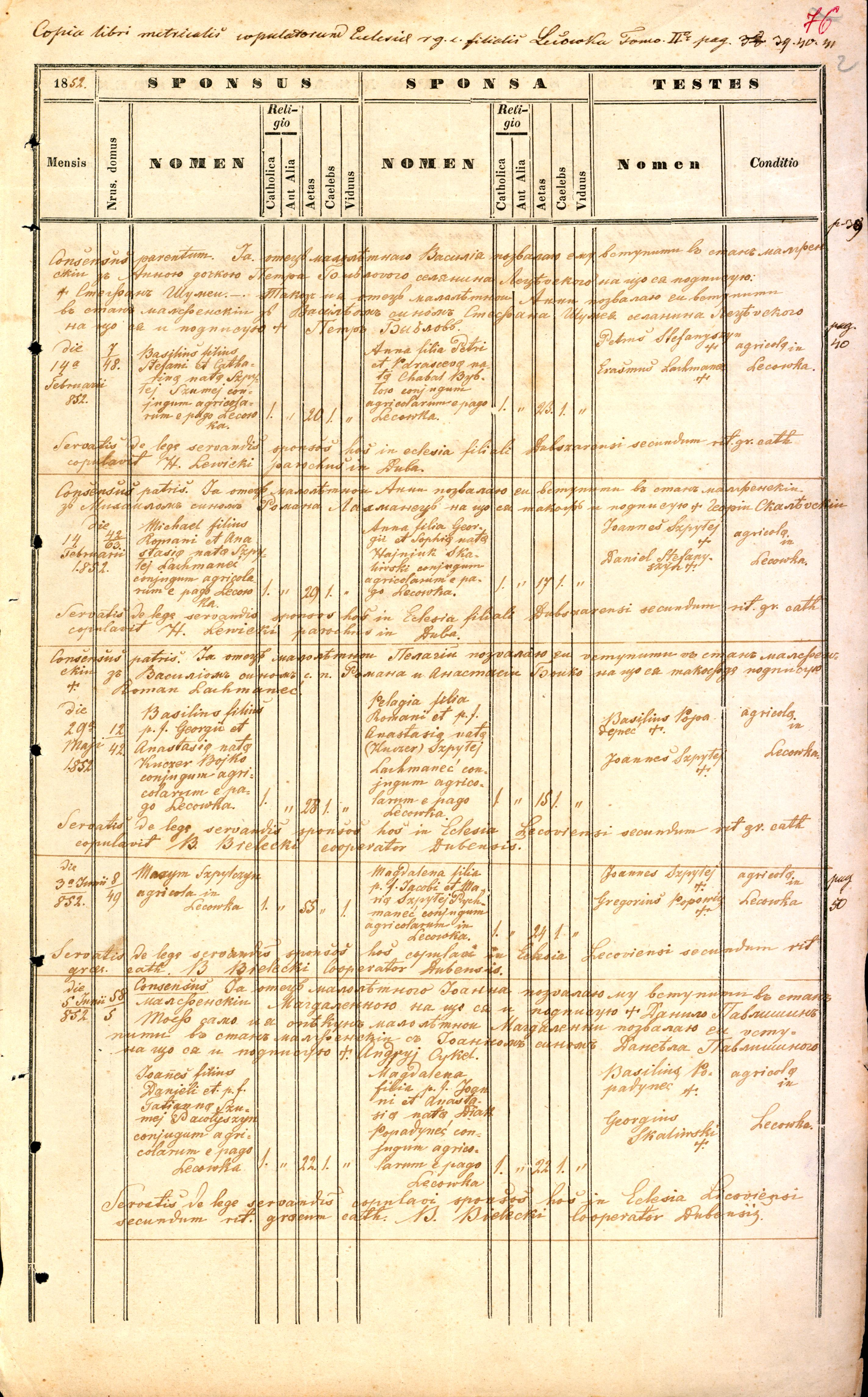
Выписка из метрической книги церкви села Лецовка о бракосочетаниях за 1852 год

### XV—XX века
В 1648 году жители села принимали активное участие в народном восстании, за что их ожидала кровавая расправа после ухода Хмельницкого.
C 1866 года в селе действовала начальная школа (руководитель Koczorowski Stanisław), а с 1931 г. в селе была двухклассная школа в которой обучалось около 180 детей.
В 1939 г. в селе было 180 дворов, в которых проживало 900 жителей (890 украинцев, 5 поляков и 5 евреев).

### Вторая мировая война и разрушение села
Во время второй мировой войны 40 жителей села воевали в рядах УПА, 39 из них погибли, а один был сослан в сибирь. После войны за широкую поддержку жителями повстанческой армии село подверглось множественным репрессиям со стороны советской власти, в 1947 году 23 семьи были депортированы в Карагандинскую область, в 1949 году — 31 семью в Бурят-Монгольскую Автономную Советскую Социалистическую Республику, а в 1950 село было полностью разрушено (срубы жилых домов были разнесены тракторами и сожжены), а оставшиеся жители депортированы в сибирь, Казахстан, а также в Николаевскую и Херсонскую области Украины.

### 1950-е — по н.в.
После смерти Сталина в 1953 году люди, осужденные по политическим статьям, получили амнистию и стали возвращаться из мест ссылки в село. Однако им было отказано в разрешении на строительство домов, после чего некоторые начали проживать на месте разрушенного села в землянках и погребах. Позже строительство домов было разрешено и село было восстановлено.

## Достопримечательности

### Храм покрова Пресвятой Богородицы
Церковь Покрова Пресвятой Богородицы села Лецовка упоминается в реестре духовенства, церквей и монастырей Львовской епархии 1708 года. Здание церкви построено на месте более древней в 1813 году. В 1950 г. село было разрушено и службы в церкви были остановлены.

## Известные уроженцы села
- Священник Богачевский Теодор[укр.] (1863 г.р.) — писатель, священник Украинской греко-католической церкви, посол в Галицкий сейм 8-го созыва от округа Долина — Болехов — Рожнятов[8].
- Оксана Ивановна Кочержук (1928 г.р.) — писатель, краевед[9].